# 長野県松本文化会館
長野県松本文化会館（ながのけんまつもとぶんかかいかん）は、長野県松本市にある多目的ホール。

## 概要
長野、伊那に次ぐ3館目の県立文化会館として開館した。長野県が設置し、管理運営は長野県文化振興事業団が行う。毎年夏に開催されるセイジ・オザワ 松本フェスティバル（サイトウ・キネン・フェスティバル松本）のメイン会場として知られるほか、コンサート、演劇、クラシック演奏会などに対応できる。
キッセイ薬品工業が命名権（ネーミングライツ）を取得したことにより、2012年7月1日から愛称を「キッセイ文化ホール」とすることが決定した。

## 施設・客席数
- 大ホール：2,000席
- 中ホール：最大746席
- 国際会議場、会議室

## 交通アクセス
- 東日本旅客鉄道、アルピコ交通松本駅よりアルピコ交通バスで20分。
- 長野自動車道松本ICより車で30分。